# Mayor Tom
El mayor Tom (originalmente en inglés; Major Tom) es un personaje ficticio creado por el músico británico de glam rock David Bowie en su canción de 1969 «Space Oddity», perteneciente al álbum homónimo.
La canción narra cómo este astronauta inicia su viaje al espacio desde la cuenta regresiva hasta que alcanza el cosmos. En este lugar, el mayor Tom deja el mundo material para comenzar su propio viaje a las estrellas, no sin antes despedirse de sus seres queridos. En algún momento de este viaje, el mayor Tom pierde el contacto con la Tierra, quedando atrapado en su «bote de hojalata», como él llama a su nave espacial.
Se dice que David Bowie se inspiró en la película de Stanley Kubrick "2001: una odisea del espacio" y la euforia espacial que se vivía a finales de los años 1960.

## El mayor Tom en otras canciones y en televisión
David Bowie utilizó a este personaje en otras de sus composiciones como «Ashes to Ashes» o «Hallo Spaceboy». Es en «Ashes to Ashes» donde Bowie ofrece una explicación del viaje espacial del mayor Tom como una alucinación de un drogadicto: "We know Major Tom's a junkie".
 Diversas interpretaciones consideran que en el vídeo musical de "Blackstar", uno de los últimos trabajos de Bowie antes de fallecer, se revela el destino del mayor Tom y el esqueleto que los personajes del vídeo adoran es el suyo.
Otros artistas también han utilizado al mayor Tom como el protagonista de sus canciones:
- Peter Schilling continuó la historia con Major Tom (Coming Home), de 1983. Esta canción alcanzó las primeras posiciones en Alemania, Austria, Sudáfrica, Estados Unidos y Canadá. En 2016, esta versión, se viralizó en redes sociales debido a un conocido comercial de TV latinoamericano de una academia de inglés en línea.

- El grupo de rock canadiense The Tea Party.

- El grupo La Habitación Roja en «Agujeros Negros».

- El grupo Embusteros en «Mayor Tom».

- El grupo de Hard Rock Def Leppard menciona al Major Tom en su canción Rocket.

- The Cab, en la canción «Angel with a shotgun».

- El músico español Mayor Tom (Diego Castaño) hace regresar al astronauta de nuevo en la canción «Space Oddity II».

- La cantante estadounidense Lana del Rey en su canción «Terrence loves you», correspondiente a su tercer álbum, Honeymoon.

- En el videoclip de Blackstar, también de David Bowie, aparece un esqueleto en un traje de astronauta, pudiendo significar esto que el Mayor Tom falleció hace tiempo.

- El grupo de rock granadino Niños Mutantes cuenta que «El Mayor Tom se desintegró hace tiempo» en su canción En la Tierra, perteneciente a su tercer LP El sol de invierno (Astro Discos, 2002).

- Vetusta Morla lo mencionan en la canción «La vieja escuela» de su disco "Mismo sitio, distinto lugar" (2017). La letra dice : "Prometo ser la voz de Major Tom buscando la señal".

- El grupo español IZAL en su canción "La increíbe historia del hombre que podía volar y no sabía como" narran una historia inspirada en Major Tom y el homenaje se hace evidente cuando en una parte de la letra dicen: "He visto a Bowie flotando".

- En la película "Extraordinario" (2017) Miranda (Danielle Rose Russell), se refiere al protagonista (Jacob Tremblay) en varias ocasiones como "Mayor Tom".

- En la banda sonora de Atómica (Atomic Blonde, 2017), el thriller de espionaje protagonizado por Charlize Theron, en la que cuenta con una evocable colección de canciones de la década, entre ellas Major Tom, por Peter Tom Schelling, que suena en una de las mejores escenas de acción cuando la espía inglesa Lorraine Broughton (Charlize Theron) trata de evadir matones de una red de espías que habían asesinado un agente encubierto.

## El mayor Tom en cine, series y videojuegos
En la serie animada The Venture Bros (episodio 6, temporada 1) aparece un astronauta llamado Major Tom, en una nave, comunicándose con la torre de control, cantando fragmentos de Space Oddity. Mientras él dice "Though I'm past one hundred thousand miles, I'm feeling very still and I think my spaceship knows which way to go, tell my wife I love her very much" (Aunque ya pasé cien mil millas, me siento muy lejos y creo que mi nave espacial sabe a dónde ir, dile a mi esposa que la amo mucho), en la torre de control contestan "She knows. Ground Control to Major Tom, your circuit's dead, there's something wrong. Can you hear me, Major Tom? Can you hear me, Major Tom? Can you hear me, Major Tom?" (Ella sabe. Torre de Control a Mayor Tom, tu circuito está muerto, algo está mal. ¿Puedes oírme, Mayor Tom? ¿Puedes oírme, Mayor Tom ¿Puedes oírme, Mayor Tom?).
También el astronauta menciona fragmentos de Ashes to Ashes: "I've got a message from the Action Man, I'm happy, hope you're happy too" (Tengo un mensaje del hombre en acción, estoy feliz y espero que también lo estés).
En la película La herencia del Sr. Deeds, cuando Chuck Cedar (Peter Gallagher) lleva a Longfellow Deeds (Adam Sandler) a Nueva York, al entrar a la ciudad, Deeds se pone a cantar un fragmento de Space Oddity, seguido por Cecil Anderson (Erick Avari) y al llegar al final de ese párrafo cuando comienzan a ponerle chispa a la canción y comienzan a bailar y aplaudir junto con los tripulantes de cabina, Cedar los manda a callar a todos a lo que Deeds responde "Party Popper" haciendo referencia a que les aguó la fiesta.
También se menciona al mayor Tom en la película The secret life of Walter Mitty. Space Oddity forma parte de la banda sonora, siendo interpretada por la actriz Kristen Wiig (que toca la guitarra) y después por el propio David Bowie en una versión acústica del tema original.
En el videojuego Metal Gear Solid 3: Snake Eater nuestro comandante usa el nombre en clave mayor Tom, luego vuelve a su viejo nombre en clave de Mayor Zero durante la operación Snake Eater (más aspectos de la saga son influidos por canciones de David Bowie).
En el videojuego League of Legends, uno de los personajes, Corki, menciona al mayor Tom en una de sus frases.
En el videojuego Alan Wake uno de los personajes más importantes es Tom Zhane, quien es representado con un voluminoso traje de buzo, asemejándose bastante a un traje de astronauta, y con la capacidad de flotar como si se encontrara en el espacio. Asimismo, el personaje se pierde al adentrarse en las profundidades del océano, de manera similar a cómo desaparece el mayor Tom y presuntamente muere en la infinidad del espacio. Durante los créditos finales del juego suena también suena Space Oddity.
En el videojuego Borderlands: The Pre Sequel existe un rifle de asalto de categoría Legendaria de la compañía Dahl con el nombre "Major Tom".
En la serie estadounidense The Last Man on Earth, el actor Jason Sudeikis (Mike Miller en la ficción, hermano de Phil el protagonista) canta Space Oddity en el episodio 14 de la segunda temporada con una guitarra acústica a la orilla de una fogata, ante la sorpresa de todos y la envidiosa mirada de Phil Miller.
En la serie estadounidense Friends al final del capítulo 19 de la quinta temporada «The One Where Ross Can't Flirt», aparece una grabación de Chandler cantando los primeros versos de Space Oddity.
En la serie estadounidense Breaking Bad encuentran el vídeo de Gale cantando en un karaoke esta canción. 
En la serie estadounidense The Blacklist, en el capítutulo 15 de la segunda temporada, titulado "The Major", se puede escuchar la versión alemana de la canción mientras el protagonista Tom Keen se cambia de identidad para fingir ser alemán.
La canción se encuentra dentro de los casetes para reproducir en el walk-man del personaje en Metal Gear Solid V: The Phantom Pain.
En la película Valerian y la ciudad de los mil planetas, también se aprecia al momento de la evolución que tiene la estación espacial internacional a lo largo de los años.
En Chaotic, el apodo del protagonista es Mayor Tom.
En el episodio 10 de la temporada 1 de 9-1-1 Lone Star, Grace, la operadora del 911 en Austin, recibe la llamada de Tom, un astronauta que se encuentra en la Estación Espacial Internacional y que ha sido afectado por la radiación. Tome le pide a Grace enlazarle una llamada con su esposa e hijo, a quienes les dice que los ama. Al final el astronauta Tom observa el planeta Tierra desde su nave sin más nada que hacer.
En el videojuego Wasteland 3, un gato bautizado como "Major Tom" por los guardias de paz (Rangers) puede seguirte a lo largo de toda la historia.
Durante el tráiler del DLC "Oddisey" del juego Elite Dangerous aparece Space Oddity haciendo referencia a los jugadores que ahora pueden abandonar la nave y caminar, como el mayor Tom en la canción.